# Tvashtar Paterae

Animace erupce vulkánu Tvashtar, zachycený sondou New Horizons v roce 2007

Tvashtar je označení aktivního vulkanického regionu na jupiterově měsíci Io. Vulkán pojmenovaný podle hinduistického boha Tvaštara leží poblíž severního pólu měsíce.

## Průzkum

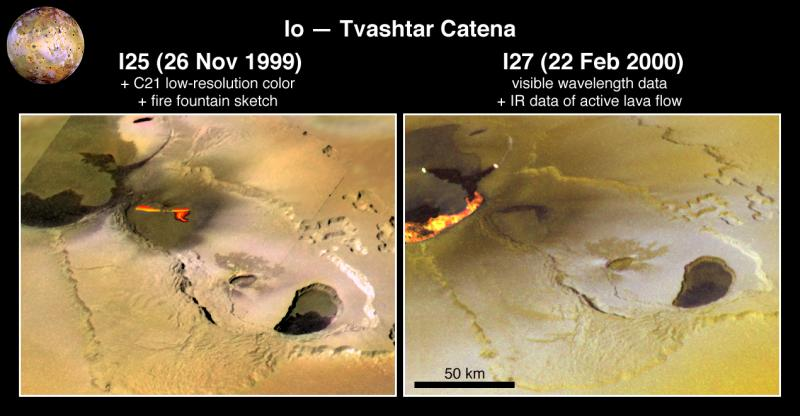
Dva snímky ze sondy Gallileo v průběhu tří měsíců, ukazující pohybující se oblasti lávových proudů.

### Sonda Galileo
Tvashtar studovala v letech 1995 - 2002 sonda Galileo. Během této doby byl pozorován 25 km dlouhý, 1 až 2 km široký proud lávy tryskající z jednoho z kráterů, erupce jezera přehřáté křemičitanové lávy v největším vulkanickém kráteru a také sloupce tryskajícího plynu, dosahující výšky 385 km nad povrchem měsíce a pokrývající oblasti až 700 km vzdálené.

### Sonda New Horizons
Erupce Tvashtaru vyfotografovala 26. února 2007 sonda New Horizons při průletu kolem Jupitera na cestě k Plutu. Sonda objevila enormní 290 km vysoké výtrysky z vulkánu, se zatím nevysvětlenou vláknitou strukturou zřetelně viditelnou ve slunečním světle.